# 古市春彦
古市 春彦（ふるいち はるひこ、1891年3月15日 - 1943年1月9日）は、日本の学者・労働運動家。

## 概要
鹿児島県熊毛郡南種子村（現・南種子町） 出身。農業に従事していたが、20歳で志をたてて上京し錦城中学に入る。在学中友愛会の賛助会員となる。第五高等学校を経て京都帝国大学に入るが友愛会運動を続ける。京大では1918年9月に結成された河上肇を顧問とする労学会に所属し、同年10月には同年12月に赤松克麿らが東大で新人会をつくるきっかけにもなる東西両大学連合演説会（岡崎公会堂で東京帝国大学と京都帝国大学の学生が行った）で東京帝大の赤松らと論戦する。卒業後の大正10年に上京し出版社隆文館に勤務するが、13年福岡の西南学院商科長となる。しかし15年西南学院の学者の立場をなげうち、社会運動に参加。田川にあった社会運動家浅原健三の家に住み、九州民憲党の顧問、党機関紙編集長を務め、浅原の「知恵袋」として行動を共にすることになる。のち全国大衆党、全国労農大衆党で中央委員・福岡県連合会委員長をつとめ、昭和7年社会大衆党の結党に参加したが、のち満州国協和会中央本部総務部長、企画部長などを歴任した。満州に建国大学を創るという構想を浅原と共に考え意見書を石原莞爾に託す。昭和13年に建国大学が発足するが、石原と対立する平泉澄ら創立委員と東条英機創立委員長によって古市や浅原・石原が考えていた構想とはかけ離れたものとなってしまった。

## 主な著書
- 福岡における労農運動の軌跡